# Асаль
«Асаль» — радянський художній фільм 1940 року, знятий режисерами Борисом Казачковим та Михайлом Єгоровим на Ташкентській кіностудії.

## Сюжет
1937 рік. Знатна текстильниця Наташа Абрикосова їде з Москви до Ташкента, щоб впровадити на текстильному комбінаті новаторський метод Виноградових (К. Виноградова була технічним консультантом фільму). Однак директор комбінату Різаєв (прихований ворог) всіма силами прагне зірвати план Абрикосової. Вибравши собі в помічниці Асаль, дівчина незабаром домагається рекордних виробничих показників і, тим самим, провокує Різаєва на відкритий злочин.

## У ролях
- Халіма Насирова — Асаль
- Лютфі Саримсакова — мати Асаль, дружина садівника
- Рахім Пірмухамедов — садівник Хасан
- Є. Павлова — Наташа Абрикосова
- Шукур Бурханов — Рустам
- Михайло Дубянський — Власов
- Асад Ісматов — Різаєв, прихований ворог
- Олександр Бєлоусов — Болдирєв
- Мукаррам Тургунбаєва — подруга Асаль
- Заміра Хідоятова — секретар парткому
- А. Шувалова — Никанорівна
- А. Баженов — епізод
- Кудрат Ходжаєв — майор держбезпеки

## Знімальна група
- Режисери — Борис Казачков, Михайло Єгоров
- Сценарист — Каміль Яшен
- Оператор — Микола Власов
- Композитор — Євген Брусиловський
- Художник — Варшам Єремян